# Mazie's Married
Pour plus de détails, voir Fiche technique et Distribution.
Mazie's Married est un film muet américain, réalisé par Ralph Ceder, sorti le 14 février 1926.

## Fiche technique
- Titre : Mazie's Married
- Réalisation : Ralph Ceder
- Scénario : Doris Anderson, d'après une histoire de Nell Martin
- Photographie :
- Producteur :
- Société de production : Film Booking Offices of America (FBO)
- Société de distribution : Film Booking Offices of America (FBO)
- Pays de production :  États-Unis
- Langue : anglais
- Format : Noir et blanc — 35 mm — 1,33:1 — Muet
- Genre : Comédie
- Durée : 20 minutes
- Date de sortie :
  - États-Unis : 14 février 1926

## Distribution
- Alberta Vaughn : Mazie